# Nagy-Erdő-patak
A Nagy-Erdő-patak Veszprém vármegyében ered, mintegy 210 méteres tengerszint feletti magasságban. A patak forrásától kezdve északi irányban halad, majd Mihályfától keletre eléri a Marcalt.
A Nagy-Erdő-patak vízgazdálkodási szempontból a Marcal Vízgyűjtő-tervezési alegység működési területét képezi.
A patakba torkollik a Tótvári-patak. 

## Part menti települések
- Bazsi
- Óhíd
- Mihályfa